# Piedra caballera
Una piedra caballera es una roca granítica de tamaño grande que se apoya en el suelo, o sobre otra, sobre una base estrecha que le da un cierto aire de inestabilidad. O amontonamiento en vertical de piedras graníticas con cierto aire de inestabilidad. (Son los tor ingleses). Su origen se debe a la descomposición diferencial y posterior erosión del granito. Podemos encontrarlas en los berrocales que son zonas donde predominan los berruecos, es decir piedras graníticas de formas más o menos redondeadas. Los caos de bolas son paisajes graníticos que, debido a su descomposición y erosión, aparece como un desordenado conjunto superficial de bolas o bloques graníticos.
Las piedras caballeras con planos de redondez muy evolucionados se localizan coronando todo tipo de formas mayores, sobre lanchares, casquetes esféricos, tors, sobre los dorsos de ballena etc.; se presentan con diferentes siluetas, desde bloques, bolos y bolas hasta lajas de perfiles cóncavos y convexos, incluso aparecen partidas formando varios bloques desgajados "partidos".